# Tyus Jones
Tyus Robert Jones (ur. 10 maja 1996 w Burnsville) – amerykański koszykarz, występujący na pozycji rozgrywającego, od 2023 zawodnik Washington Wizards.
W 2014 wystąpił w trzech meczach gwiazd amerykańskich szkół średnich – McDonald’s All-American, Jordan Classic i Nike Hoop Summit. Został też trzykrotnie wybrany najlepszym zawodnikiem amerykańskich szkół średnich stanu Minnesota (Minnesota Gatorade Player of the Year – 2012, 2013, 2014, Minnesota Mr. Basketball – 2014). W 2014 został zaliczony do II składu USA Today All-USA.
11 lipca 2019 został zawodnikiem Memphis Grizzlies. 22 czerwca 2023 dołączył w wyniku wymiany do Washington Wizards.

## Osiągnięcia
Stan na 4 października 2023, na podstawie, o ile nie zaznaczono inaczej.
NCAA
- Mistrz NCAA (2015)[5]
- MOP (Most Outstanding Player) NCAA Final Four (2015)[6]
- Zaliczony do:
  - All-American Honorable Mention (2015 przez AP)
  - I składu:
    - najlepszych pierwszorocznych zawodników ACC (2015)
    - NCAA Final Four (2015 przez AP)[7]

  - III składu All-ACC (2015)

NBA
- MVP letniej ligi NBA (2016)
- Zaliczony do I składu letniej ligi NBA (2016)

Reprezentacja
- Mistrz:
  - świata U–17 (2012)
  - Ameryki:
    - U–18 (2014)
    - U–16 (2011)
- Brązowy medalista turnieju Nike Global Challenge (2013)
- Zaliczony do I składu turnieju Nike Global Challenge (2013)